# Pissis
Monte Pissis – wygasły wulkan w prowincji La Rioja w Argentynie. Stratowulkan położony jest w Andach. Jest to trzeci szczyt zachodniej półkuli, o wysokości 6795 m n.p.m. Leży ok. 550 km na północ od szczytu Aconcagua.
Z racji położenia przy pustyni Atacama klimat jest tu suchy, a śnieg utrzymuje się tylko w zimie.
Góra nazwana została na cześć francuskiego geologa pracującego w Chile Pedro José Amadeo Pissis'a.